# Catedral de Nuestra Señora y San Arnoux (Gap)

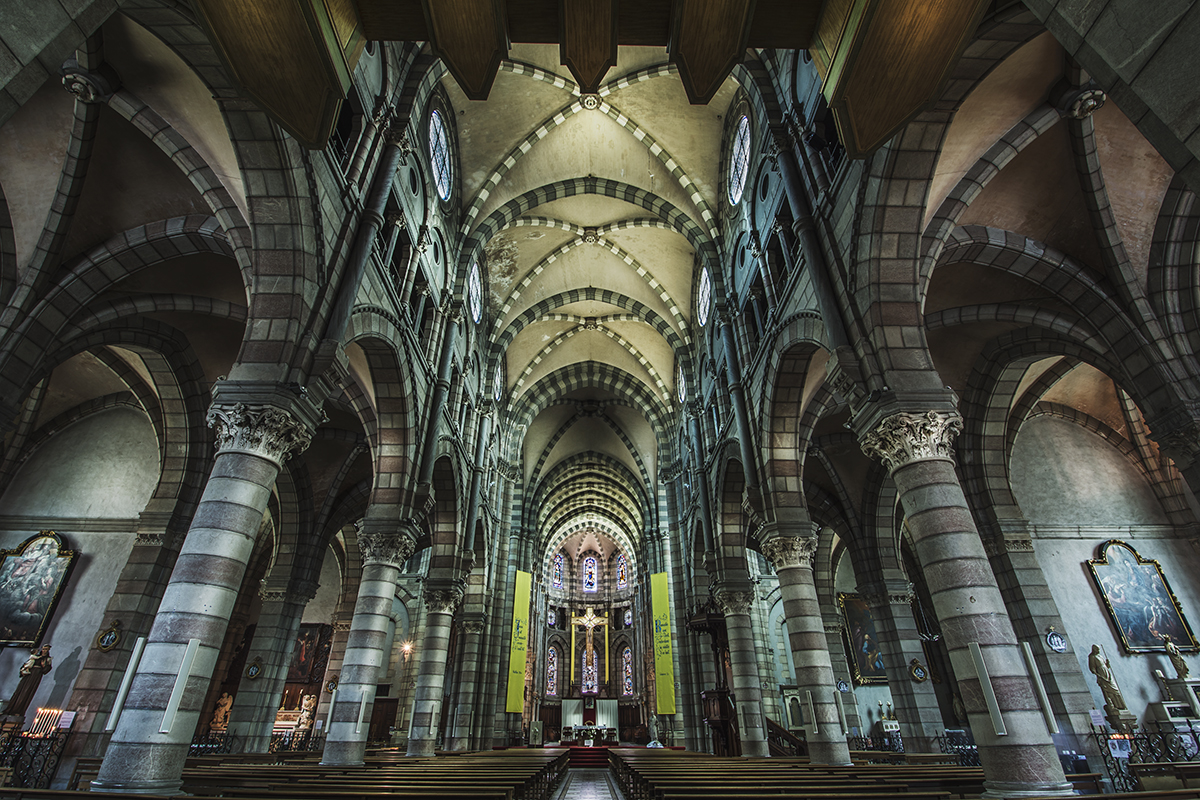
Vista interna

La catedral de Nuestra Señora y San Arnoux de Gap o simplemente catedral de Gap (en francés: Cathédrale Notre-Dame-et-Saint-Arnoux) es una catedral católica, y un monumento nacional de Francia, situado en la ciudad de Gap, Altos Alpes.
Es la sede del obispado de Gap. La catedral actual fue construida entre 1866 y 1905 en estilo neogótico por el arquitecto Charles Laisné en el sitio de una antigua catedral medieval.
A lo largo de los años varios edificios se situaron en el mismo lugar. Cuarenta y un tipos diferentes de piedra fueron elegidos para la construcción, mostrando la influencia bizantina. Los estilos romano y gótico también fueron elegidos, como fue común durante esa época para una sensación sombría y armoniosa al mismo tiempo.
La torre del reloj se encuentra a 64 metros de altura y contiene cuatro relojes.

## Historia
La catedral original en el sitio fue construida alrededor del siglo V sobre las ruinas de un templo romano dedicado al dios Apolo.
Por iniciativa del obispo de Gap,  Victor-Félix Bernadou, fue construida entre 1866 et 1904 en estilo neogótico en auge en este periodo, por el arquitecto Charles Laisné en sustitución de una catedral medieval que estaba en ruinas.
El arquitecto confía la decoración de la cristalera al pintor Émile Hirsch ; y el mosaico a Jean Dominique Facchina.
Consagrada el 2 de septiembre de 1895 por el obispo Prosper-Amable Berthet, el día de Saint-Arnoux, que fue obispo de Gap durante el siglo XI y es el santo patrón del Gap. La catedral fue clasificada como Monumento Histórico el 9 de agosto de 1906.